# 上海城隍廟
上海城隍庙是上海最主要的道教正一派道观，也是上海市文物保护单位与著名景点，位于上海市方浜中路249号，毗连豫园。上海城隍庙始建于明永乐元年（1403年），由原霍光行祠改建而成。此后历经多次扩建，於清朝道光初年达到鼎盛。民国13年（1924年）中元节，“三巡会”举办过程中发生火灾而被毁。民国15年（1926年）重建，采用钢筋混凝土，并於次年落成。1966年4月起，城隍庙开始停止宗教活动，庙产一度改做商场。1994年11月，上海城隍庙归还予上海道教协会，并於次年恢复宗教活动至今。

## 历史

### 创设前
吴越地区东临大海，由于长江和东海的互相作用，潮汐影响较其他地区为大。遇大潮来临，则往往冲毁堤坝，民众认为这是楚霸王项羽的灵魂发怒所致，故称霸王潮:9。在厭勝的影响下，此地多为汉代将领立庙，例如萧何庙、英布庙、彭王庙等。唐代设立华亭县後，始有城隍，遂以汉太祖大将紀信为城隍。宋代为便于城隍巡境，遂於上海务以西一带建立庙宇，作为城隍行祠。蒙元至元二十八年（1291年）上海县设立，但蒙古人并无意敕封城隍，因此县内居民仍以祭拜纪信为城隍。
除纪信外，相传自东吴末帝时起，就在南部的金山上设立了供奉汉代大司马大将军霍光的庙。宋宣和二年（1120年），赐封显忠庙，後逐渐累加称“金山忠烈昭应庙”。同时，上海一带也多有霍光行祠的建造。:14-15

### 敕封设庙

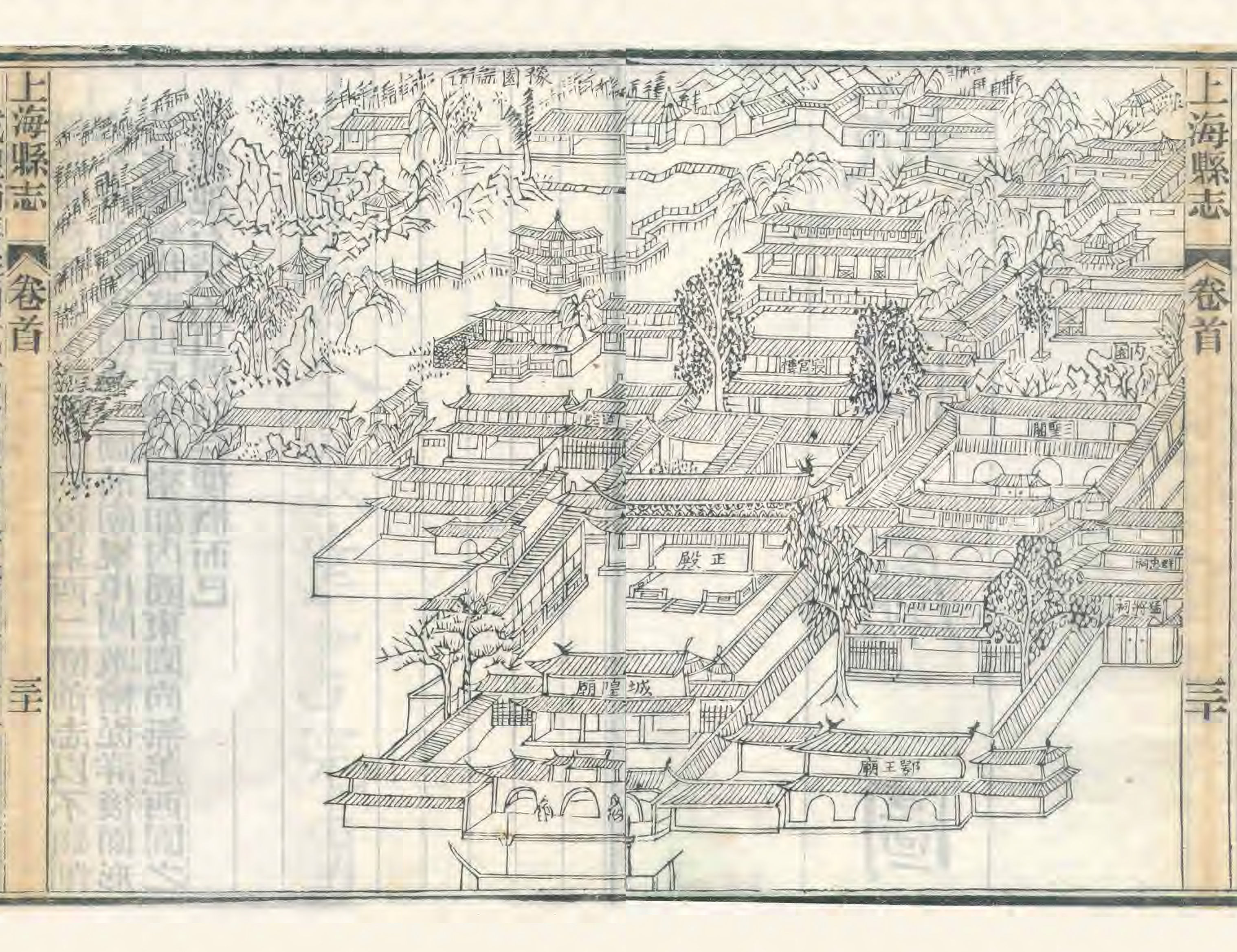
清同治十年（1871）《上海县志》城隍庙图

明洪武二年（1369年）正月，明太祖下诏封京都及天下城隍神，县的城隍神敕封为鉴察司民城隍显佑伯，秩四品。洪武三年六月，明太祖下詔因山川神靈均為天地造化，認為添加封號不合禮制，於是均撤除包括城隍在內的嶽、鎮、海、瀆的封號，上海的城隍因此僅稱“上海縣城隍之神”。
永乐年间，上海知县张守约将位于县衙西北、方浜北岸的霍光行祠改建为上海縣城隍廟。地方官员每逢朔望在此拈香、宣讲乡约并祈晴祷雨。

### 扩建
明天顺年间，知县李纹在大殿前修建碑亭一座。嘉靖十四年（1535年）庙祝将原本狭隘的庙门改建为牌坊式大门，适逢新任上海知县冯彬到任按例谒庙，遂应庙祝之请，为牌坊题名“保障海隅”，并由永嘉县善于书写大字的幼童题写于上。万历三十一年（1603年）、三十四年（1606年）知县刘一爌、李继周分别对庙宇进行了重建。
进入清朝起，逐渐将元末明初的上海文人秦裕伯奉为城隍，以替代原有的上海县城隍之神。清康熙二十二年（1683年）知县史彩修与住持杨兆麟修建鼓亭两座。雍正十三年（1735年）住持又募集资金重修。乾隆十二年（1747年）知县王侹重建被焚毁的寝宫。乾隆五十九年（1794）道会葛文英募资修建后楼。嘉庆三年（1798年）修缮大殿。道光十六年（1836）士绅又集资重修了被焚毁的西庑和戏楼。

### 灾毁与重建

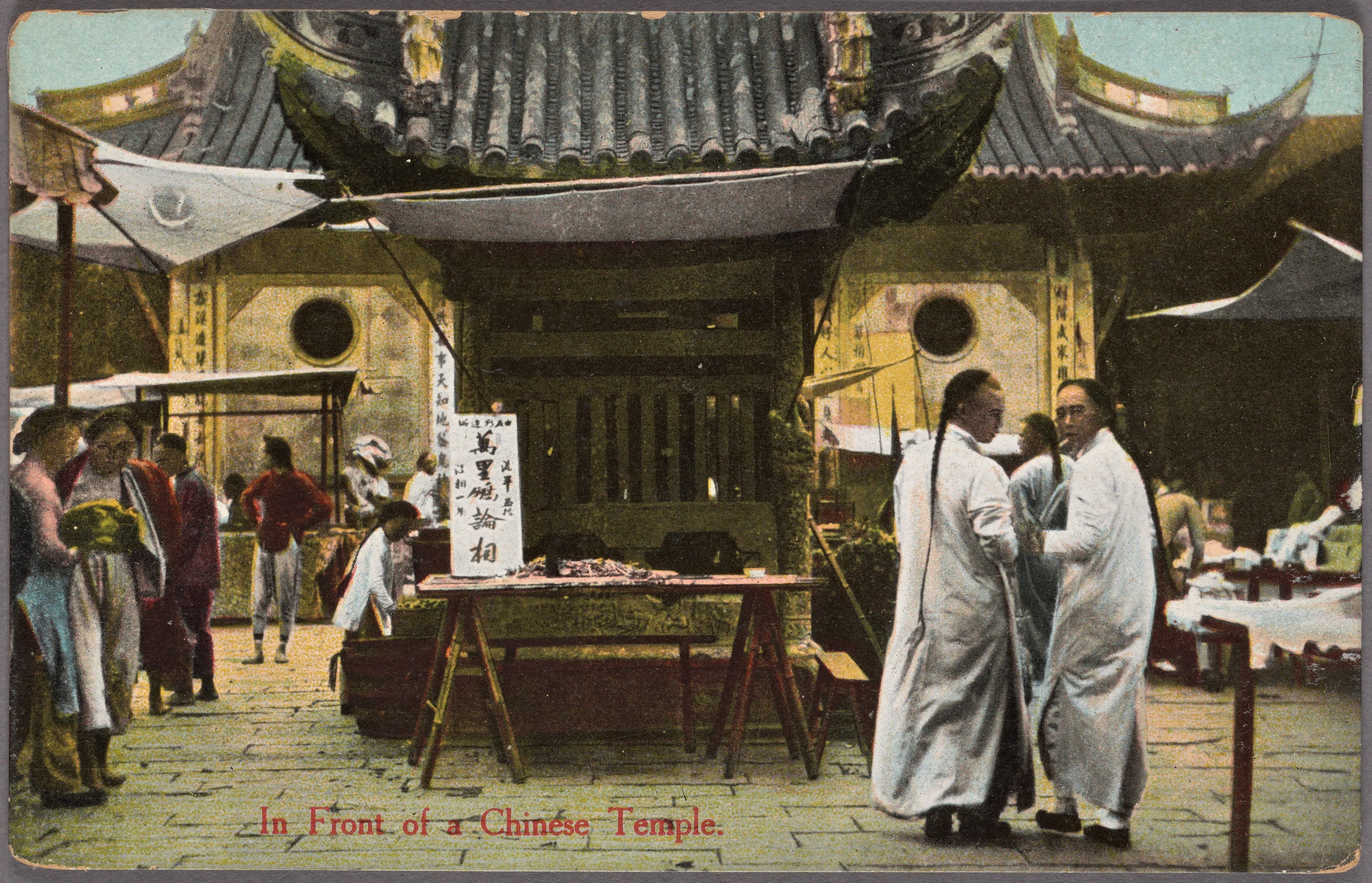
1910年的上海城隍庙大殿与碑亭（已不存）

1842年吴淞战役後，英军於6月19日进占上海县城，并以城隍庙为驻地，占领五日。1853年，刘丽川利用上海官员举行丁祭仪式，发动小刀会起义，并以城隍庙西园（今豫园）为其指挥地，前后占据共18个月。清军破城後，双方在城内展开巷战，城隍庙及其西园又遭到不同程度的破坏。1860年，太平军预备进攻上海县城，清政府请外国军队参与协防，英法军队即驻扎於豫园，待其撤出後，城隍庙及西园已极为破败。
因遭三次兵灾，城隍庙已破败不堪，至1865年，上海知县王宗濂倡捐修复城隍庙。1868年，苏松太道应宝时再度倡议募捐修缮庙宇。经两次修缮後，城隍庙基本恢复旧貌。1893年，上海知县王承暄发起募捐，以维修头门、二门、辕门大殿、戏楼及鼓亭等。1909年，时任知县的李超琼又发起了重修大殿及城隍寝宫的募捐。
民国11年（1922年）至民国13年（1924年）间，城隍庙遭遇三次火灾，尤其以民国13年中元节一次最为严重。由于城隍庙将在中元节当日举行例行的三巡会节日活动，但烛台却被人打翻，结果火势迅速延烧，大殿等处全数焚毁。为彻底解决这一问题，负责城隍庙日常事务的邑庙董事会的董事秦锡田、叶惠钧、黄金荣、杜月笙等一致决定将大殿由木质改建为钢筋水泥，但样式仍为传统式样:159。新大殿由公利打样公司设计，久记营造厂承建，造价为五万元。民国15年4月工程开工，至民国16年11月25日完全落成:65。在此之前，邑庙董事会另於连云路爱多亚路（今延安东路）建新城隍庙，以供奉霍光神主。由此，上海城隍庙亦被称为“老城隍庙”:62。

### 整顿、停办与恢复
1930年6月30日起，城隍庙改由邑庙董事会雇佣道士担任住持的方式管理城隍庙。1937年8月，淞沪会战爆发后，上海城隍庙作为难民接收点，待上海局势稳定后，难民逐渐撤离，城隍庙逐步恢复日常宗教活动。
1949年5月以后，除大殿外，其余各殿均被关闭，但原有神像仍暂予保留。1956年起，上海市宗教局开始整治工作，撤销邑庙董事会，并废止自1930年起的包殿制。1966年4月，上海市宗教局、南市区人委会办公室、区宗教科宣布停止城隍庙的宗教活动。文化大革命开始后，1966年8月，红卫兵将原封存的神像等宗教用品置于丽水路停车场一并焚毁。此后，各殿、庭院等处由上海市百货公司小商品批发部、豫园商城使用。
1988年上海市人民政府通过决议拟将上海城隍庙归还上海市道教协会，并於1990年完成产权变更，成为全国首座回归道教的城隍庙:188。1994年7月7日，为落实宗教政策成立以市道教协会会长陈莲笙道长为首，陈从周、胡道静、王汝刚、秦怡等23人为委员的上海城隍庙修复委员会。委员会根据当时情况，采用边修复边开放的方式进行维修。11月28日，豫园商城正式移交包括大殿、元辰殿、财神殿、慈航殿、寝宫和天井等处的庙产的使用权。次年1月26日，城隍秦裕伯及夫人储氏塑像重新回到城隍庙。1月31日，城隍庙正式对外开放，恢复宗教活动。1996年4月29日，修复工作基本结束，原修复委员会解散，成立管理委员会，以陈莲笙道长为主任。2000年11月14日，陈莲笙道长升座正式成为恢复以来的第一任住持。

## 建筑
全盛时期的上海城隍庙南临方浜（今河道已填没为方浜路）、东邻鄂王庙（又名岳庙，今已不存），由主体建筑和后园组成，其中主体建筑主要有照壁、山门、仪门、碑亭（今已不存）、大殿、两庑（原内列二十四司）、穿廊、二殿和寝宫。后园又分为东园（又名内园）和西园，东园始建于清康熙四十八年（1709年），今为豫园的一部分，西园即原豫园故址，始建于清乾隆二十五年（1709年）。

### 山门、照壁与仪门

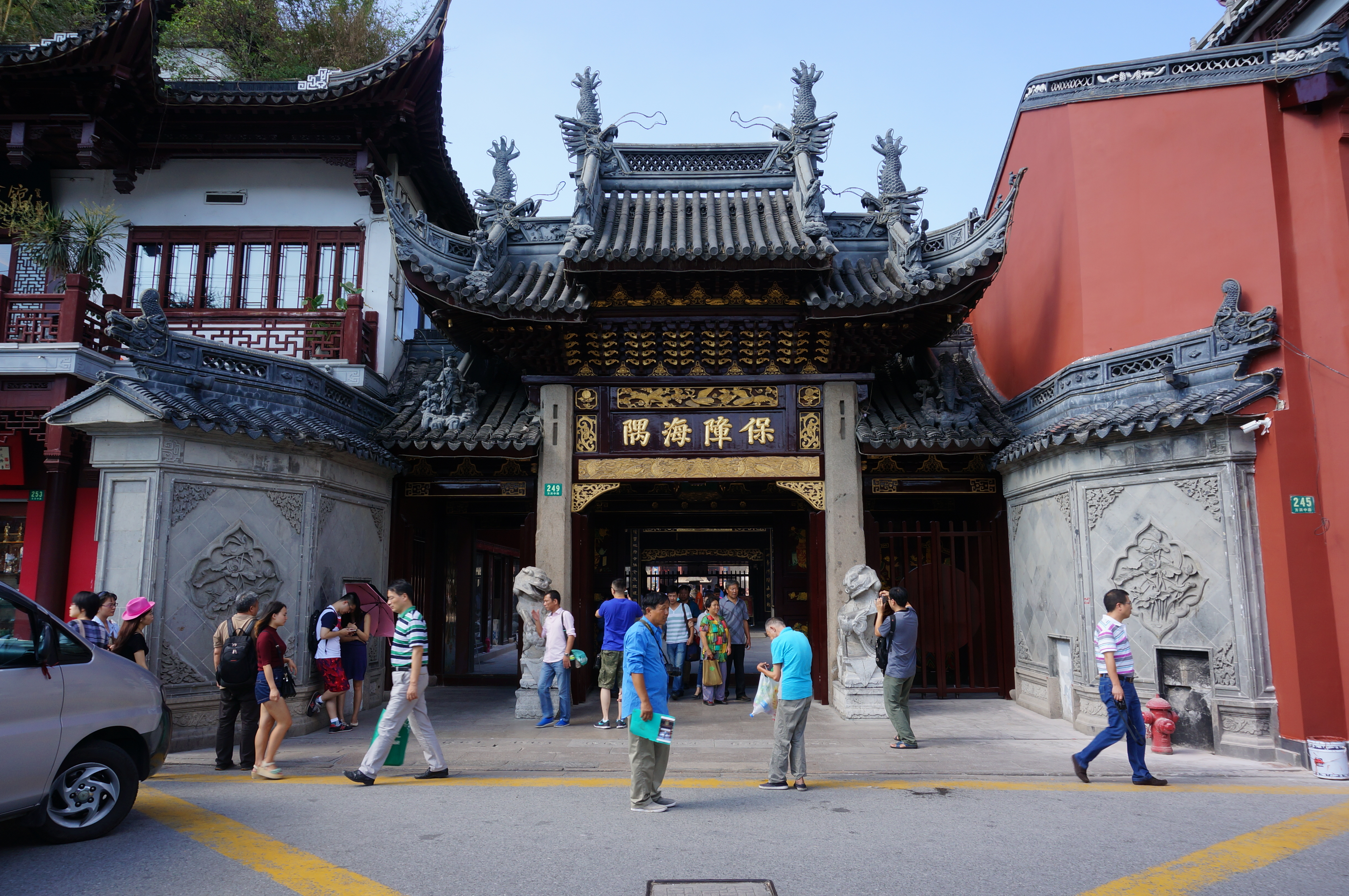
山门

上海城隍庙的正门，称为山门，为明朝嘉靖十四年（1535年）落成的木石结构牌坊。牌坊中悬“保障海隅”，原为上海知县冯彬所题名:157，永嘉幼童题写，现今四字依据历史照片於1994年重新书写而成。山门中路两侧石狮也为明清时期遗物。山门对面为青砖照壁，照壁中雕刻有麒麟，寓意为麒麟呈祥，该图案与城隍的补子一样。但在1950年代，上海博物馆曾对松江城隍庙的照壁进行研究时将该图案却称之为，寓意为贪得无厌是万恶之源，成为一则都市传说:74。照壁背刻有三只羊，寓意为“三阳开泰”。山门与照壁间原为小型广场，清朝末年辟筑方浜中路时改为马路:104。

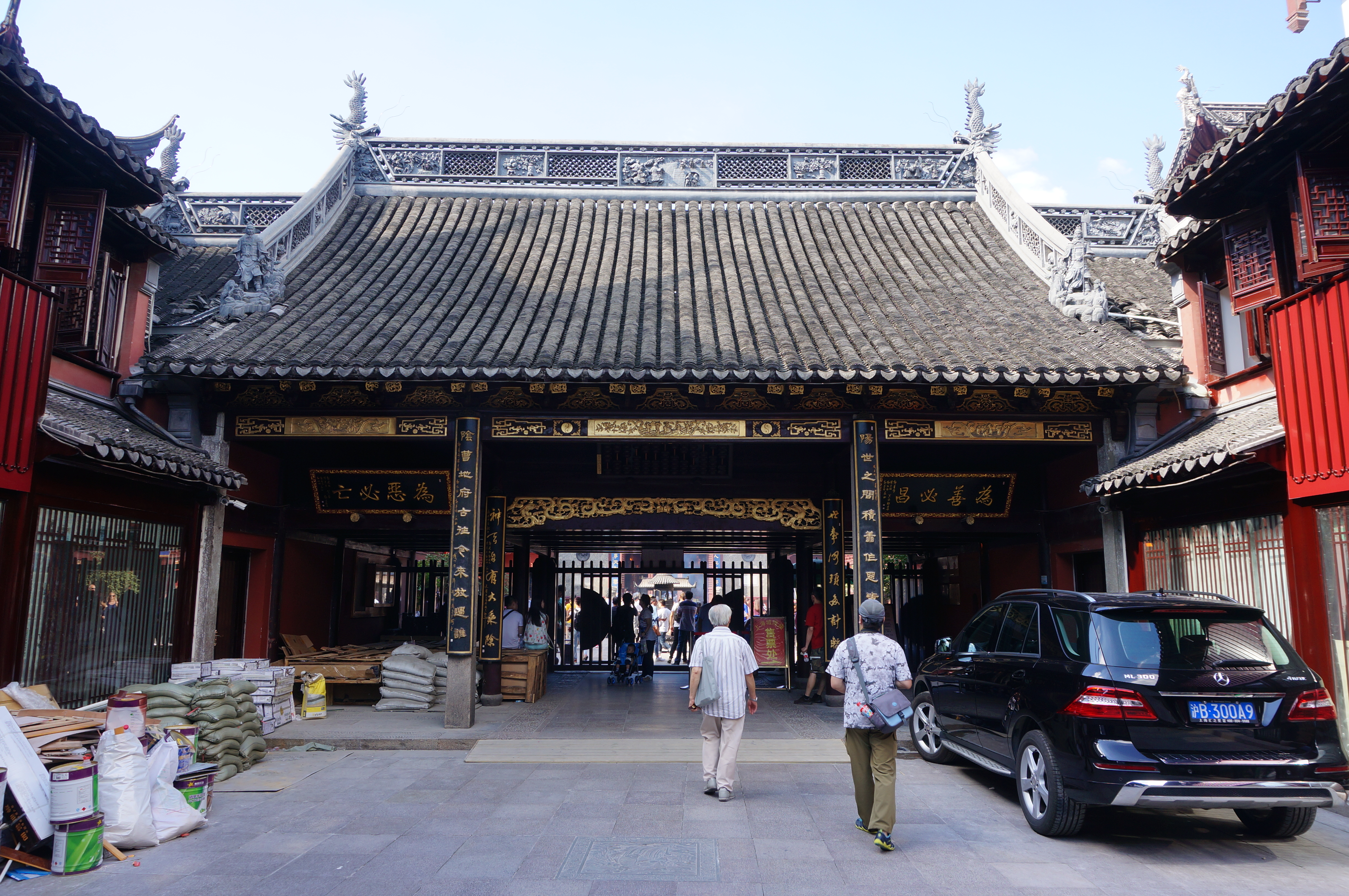
仪门

中路第二座建筑为仪门，悬一算盘，其上刻“不由人算”，其算珠有上、下，与仪门对联相配“世事何需多计较”、“神界自有大乘除”。同时，仪门为两层，二层面向大殿一侧日常为经堂，逢城隍及城隍夫人诞辰时，将会卸下木窗，改做为戏台。

### 大殿、元辰殿及两庑

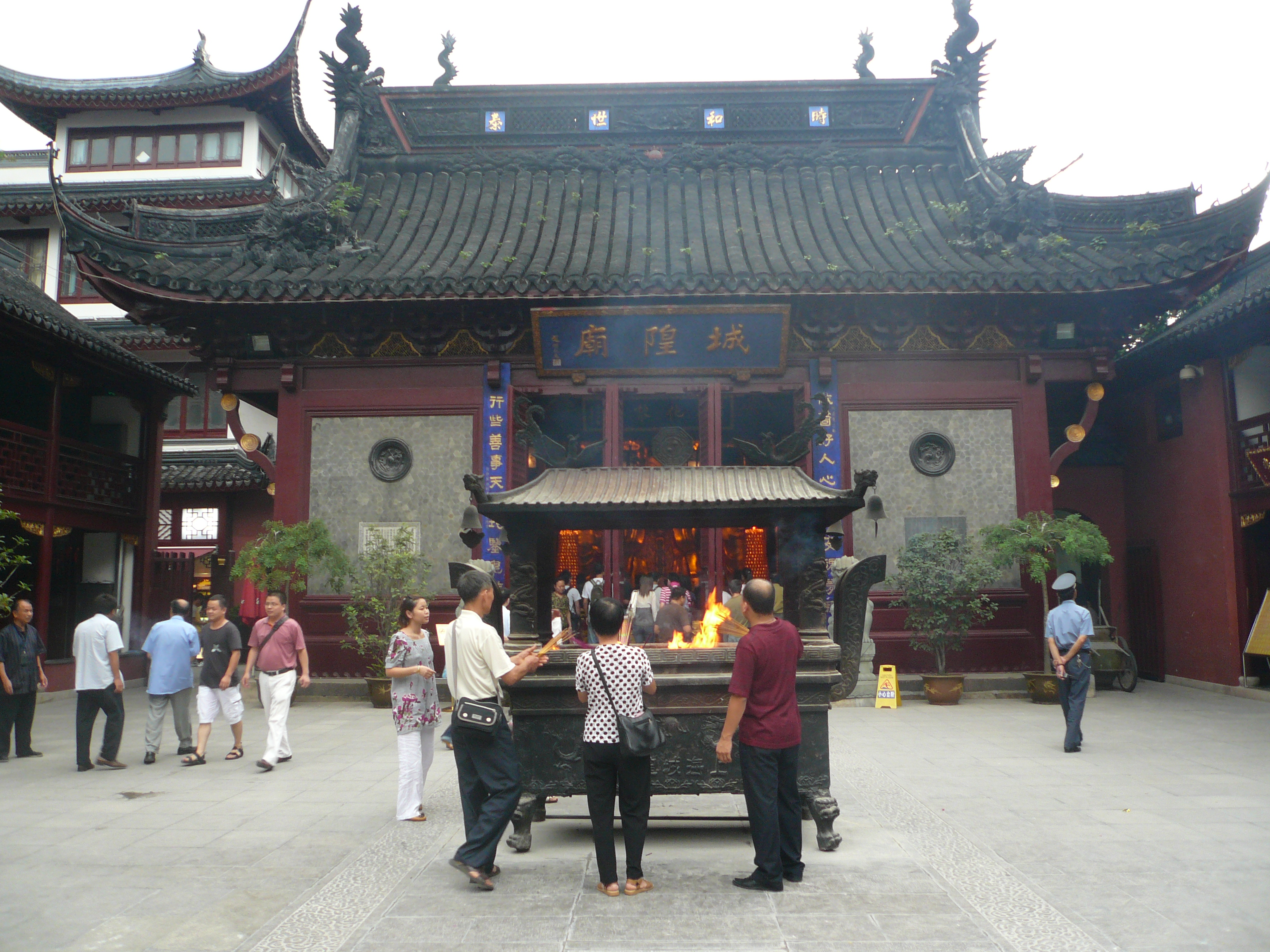
大殿外观

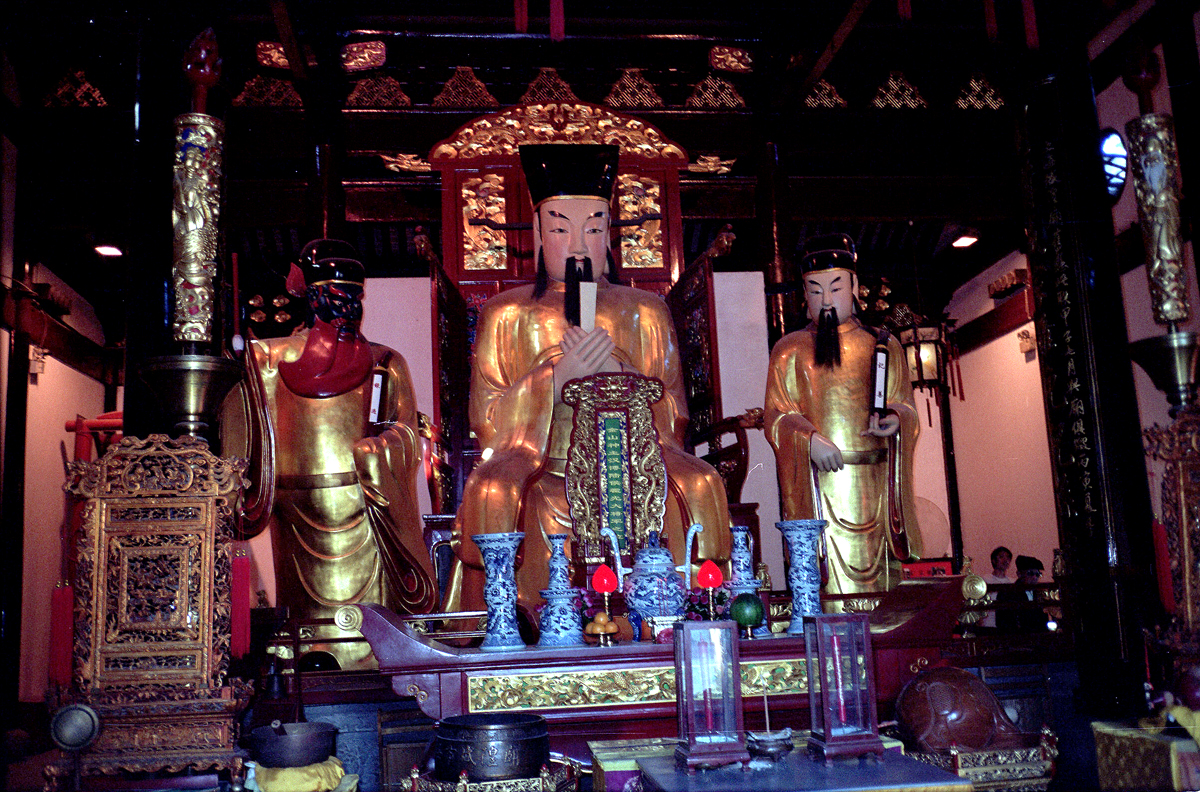
霍光神像

仪门後为大殿，建于1926年，高16米，进深21.1米，为钢筋水泥材质，歇山顶，枋上绘有三国故事。殿内正中供奉霍光神像及神主，由赵朴初题写的城隍庙牌匾亦悬挂於大殿门上。霍光神像两侧分别为文武判官神像，墙边则各有日巡行功曹和夜巡行功曹。另有八名皂吏，分别为值日受事、值日传事、奏事和行事各两名。大殿墙边由戴敦邦绘制的《群仙欣会图》壁画，其中包括三清、玉皇大帝、斗姆元君、三官大帝、四海龙王、财神、关帝、文昌帝君、八仙、张天师等神仙。
大殿后连通元辰殿，元辰殿供奉六十太岁，因而又称太岁殿。为便于信众寻找本命太岁，按十二生肖分左右两侧排列，每组五位太岁神。抗战时期，为避免炮火和日军的破坏，一度将位于南市淘沙场的陈公祠中陈化成塑像搬入元辰殿中，因此後世误以为陈化成为上海的城隍之一。抗战后，陈化成塑像仍归陈公祠供奉。
大殿左右两侧楼阁分别为三官殿、月老殿、财神殿、慈航殿。分别供奉道教的天官、地官和水官，月老、药王孙思邈、车神，财神赵公明、招宝天尊萧昇、纳珍天尊曹宝、招财使者陈九公和利市仙官姚少司，慈航大士、眼母娘娘和天后。

### 城隍殿及两庑
元辰殿后为天井，天井正面正对城隍殿。城隍殿原供奉明太祖敕封上海县城隍之神神主，清朝起以秦裕伯为城隍而改设神像。秦裕伯着明代官员常服，前方设办公的几案，并设有笔墨、砚台、官印和令箭等，几案前有两个童子像，手捧案卷。城隍殿两侧设有警示牌、锣、行灯、香炉和旌节幡幢等出行所用的仪仗。根据明代礼制，殿中设神主，书“上海县城隍之神主”。清初起，因以秦裕伯为城隍，遂开始出现神像，但由于城隍需要出巡，因此神像为“衣架像”，即仅头部为木雕实像，身体部位为衣架。
城隍殿两侧殿宇分别为关帝殿和文昌殿，分别供奉关帝与文昌帝君。